# Héricy
Héricy ist eine französische Gemeinde mit 2.511 Einwohnern (Stand: 1. Januar 2022) im Département Seine-et-Marne in der Region Île-de-France. Sie liegt im Arrondissement Fontainebleau und im Kanton Fontainebleau.
Die Einwohner werden Héricéens genannt.

## Geographie
Héricy liegt an der Seine, etwa 55 Kilometer südsüdöstlich von Paris am Wald von Fontainebleau. Hier mündet der Ru de la Vallée Javot, der in seinem Mündungsabschnitt auch Ru de la Gaudine genannt wird, in die Seine.

### Nachbargemeinden
Umgeben ist Héricy von den Gemeinden Fontaine-le-Port im Norden, Féricy im Norden und Nordosten, Machault im Osten, Champagne-sur-Seine im Süden und Südosten, Vulaines-sur-Seine im Süden sowie Samois-sur-Seine im Westen.

## Bevölkerungsentwicklung
| Jahr      | 1962 | 1968 | 1975 | 1982 | 1990 | 1999 | 2006 | 2012 |
| Einwohner | 1303 | 1293 | 1478 | 1861 | 2216 | 2519 | 2591 | 2504 |

## Gemeindepartnerschaften
Mit der britischen Gemeinde Kilsby in der englischen Grafschaft Northamptonshire besteht eine Partnerschaft.

## Sehenswürdigkeiten
- Kirche Sainte-Geneviève aus dem 12. und 15. Jahrhundert, Monument historique
- Schloss Héricy, das heutige Rathaus
- Kais an der Seine
- Waschhäuser, zum Beispiel Lavoir de la Brosse

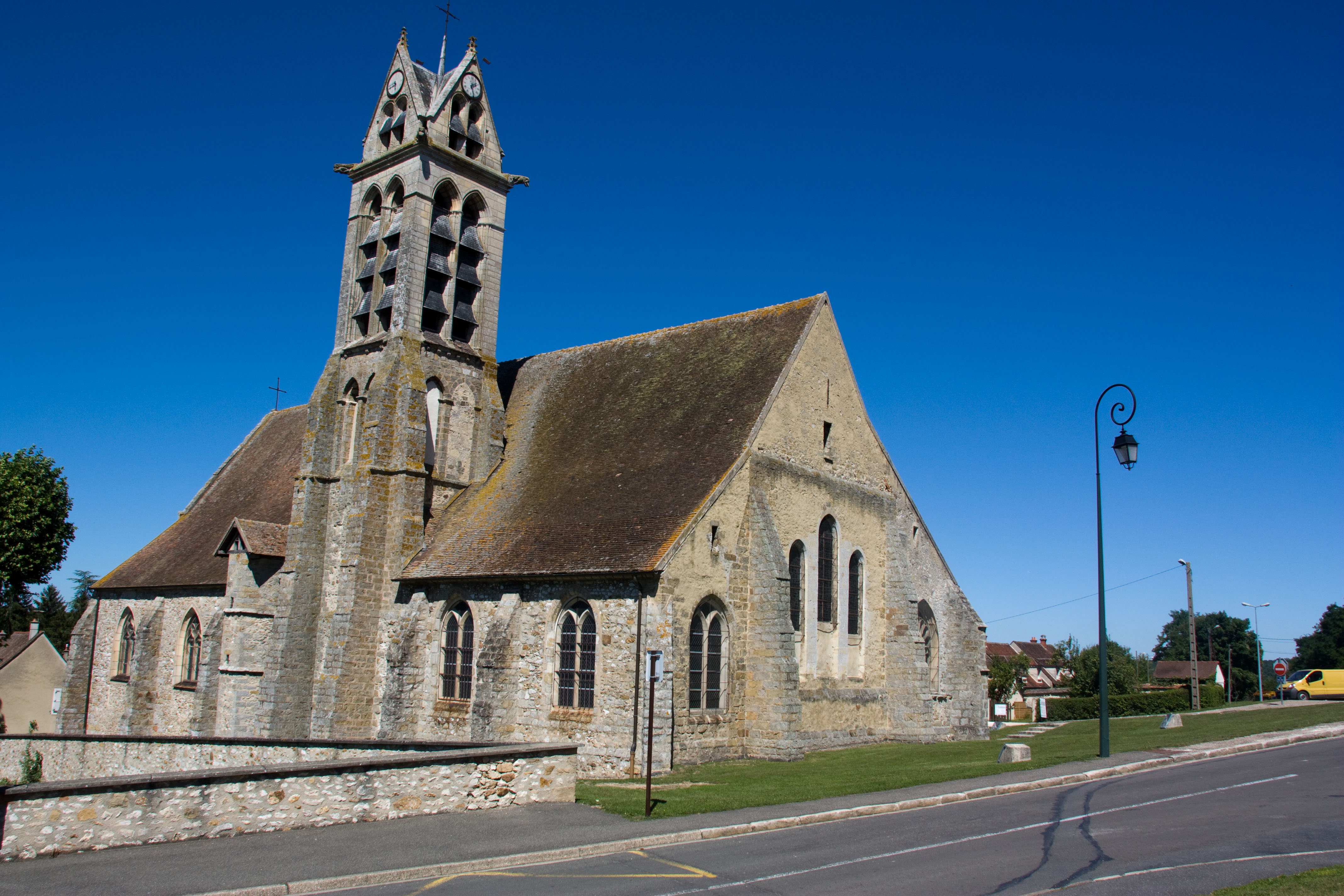
Kirche Sainte-Geneviève

- Höhle Sainte-Geneviève